# Полетика Василь Григорович
Васи́ль Григорович Поле́тика (1765 — 1845) — український історик, історіограф, джерелознавець, збирач документальних матеріалів з історії України XIV−XVIII ст., громадський діяч, засновник та попечитель навчальних та медичних закладів.
Син Григорія Полетики — українського громадського діяча, письменника; нащадок козацького роду Полетик, представники якого мали значний вплив в становленні Гетьманської держави, займали високі чиновницькі пости в Російській імперії XVIII—XIX ст., виступали за автономні права нащадків козацької старшини і дворянства.

## Навчання
Вихованець Віленського університету, до 1790 року служив у російській армії. Був кілька разів маршалком шляхетства Роменського повіту (1802, 1805—1812), дбав про школи і освіту.

## Творчість
Цікавим є його листування з Андріяном Чепою та Василем Чарнишем («Киевская Старина», 1893, січень).
Зібрав матеріали до історії України й мав її написати.
Один із ймовірних кандидатів (можливо, спільно з батьком) на авторство «Історії Русів».
Василь Полетика народився в Петербурзі. У п'ятирічному віці переїхав з матір'ю до України. Василь, як і інші діти в сім'ї, мав початкову домашню освіту, для чого були винайняті вчителі, зокрема французької мови, яку тоді треба було знати будь-якому представнику російського дворянства. У вересні 1780 р. Г. Полетика відвіз синів Василя, Івана та Павла для продовження освіти у Вітебськ, де брати знаходилися по 1782 р. Навчання не припинялося навіть на канікулах. Василь, як старший з синів, мав допомагати у навчанні молодшим братам та займатися французькою та арифметикою з сестрами. Крім того, він ще й навчав основам математики свого служку. В 1782 р. за порадою єпископа Г. Кониського, В. Полетика з братами поїхали на навчання до Вільно, де кількома роками раніше знову відкрився авторитетний навчальний заклад, відомий як Віленська академія. За безпосереднім керівництвом батька, В. Полетика з юнацьких років долучився до історичних та джерелознавчих досліджень, неодноразово за дорученням Г. Полетики робив копії різних джерел, купував необхідну літературу, шукав відомості про родину Полетик в гербовниках тощо. В обширній батьківській бібліотеці В. Полетика був за бібліотекаря.
Дбаючи про належне виховання та освіту дітей, Г. Полетика водночас прагнув утвердити соціальний статус сім'ї, отримуючи грамоти на дворянство та військові чини. Це відкривало ширші можливості для успішної службової кар'єри синів. Завдяки його зусиллям було отримано грамоту на дворянство Священної Римської імперії (1777) та власний родинний герб. Вже під час навчання у Вільно В. Полетика, зусиллями свого двоюрідного дядька, українського дипломата, І. Полетики, фактично числився на військовій службі герцога Віртембергського в чині капітана.
Передчасна смерть батька (1784) та матері (1785) стала на заваді подальшому навчанню. 14 січня 1785 р. В. Полетиці було видано атестат з Віленської Академії, яким засвідчувалося, що протягом двох років сумлінного навчання він досяг успіхів в заняттях математикою, астрономією, фізикою та етикою. За цей час він також освоїв латину, французьку, німецьку, польську мови.
Залишившись сиротою, В. Полетика мав дбати про своїх менших братів та сестер. Він написав прохання на ім'я герцога Віртембергського про свою відставку та з грудня 1786 р. розпочав Імператорську Російську військову службу в чині поручика. Після численних військових походів в морських солдатських батальйонах, був переведений на службу кадетським офіцером в Морському кадетському корпусі.
В 1788 р. одружився з Анастасією Хомівною Тихорською, дочкою петербурзького лікаря, статського радника.
В 1789 р. підвищений до звання капітана. В серпні того ж року В. Полетику перевели в армійський піхотний Софійський полк. Незабаром, в квітні 1790 р., він подав прохання про закінчення служби, посилаючись на задавнену хворобу. У травні вийшов у відставку у чині майора та присвятив своє подальше життя господарським і сімейним клопотам, громадській діяльності та літературним вправам. Свій перший історико-літературний твір «Опыт рассуждений о первоначальных делах мира, древнем Египте, об ассирианах, мидянах и персах» він написав ще в 1788 р., присвятивши його зі словами вдячності І. Голенищеву-Кутузову, багаторічному очільнику Морського кадетського корпусу. Це перший і єдиний твір, написання якого не пов'язане з якимись конкретними суспільними запитами.

Одна з причин, з яких В. Полетика залишив службу, полягала у необхідності вести господарські і судові справи. Після смерті батьків йому довелося захищати майнові інтереси сім'ї, перш за все, від претензій родичів по материнській лінії, а також взяти на себе весь тягар початих ще батьком судових процесів за маєтки. Тільки у вересні 1790 р. між нащадками Г. Полетики був проведений розподіл спадкового майна. Василь одержав маєтки:
«Полтавской губернии, Роменского повета, в г. Ромне, в с. Коровинцах, Аксютинцах, в слободке Раковой сече и в Переточанском хуторе 236 душ мужеского пола дворовых людей и крестьян; в Черниговской губернии Стародубском повете г. Погаре, с.с. Юдинове и Чехове и слободке Прилеповке 158 душ; Курской губернии Путивльского уезда в с.с. Николаевке й Мануховке 127 душ. Всех же 521 душу».
Після виходу у відставку Полетика присвячує себе господарським і сімейним клопотам, громадській діяльності, літературним вправам.
Оселившись в селі Коровинцях, за 20 кілометрів від міста Ромни, В. Полетика незабаром був обраний маршалом Роменського повіту. В Україні наприкінці XVIII ст. — XIX ст. маршалом або маршалком називали місцевого губернського чи повітового предводителя дворянства. Сам Полетика волів називати цю посаду на українській манер. Маршалом він обирався двічі. Перший раз прослужив не довго — рік, але у 1805 р. переобрався вдруге й головував над ровенським дворянством до 1812 р.

Як предводитель дворянства та громадянин, він опікувався богоугодними закладами в Роменському повіті, докладаючи значних зусиль до їх заснування та функціонування. Згідно формулярних списків про службу, 20 березня 1807 р. він був обраний і затверджений губернським начальством 
«попечителем Роменского хозяйства богоугодних заведений». До цього господарства входили не лише заклади м. Ромна, а й інших міст Полтавської губернії. Його труд знайшов відображення в нарисі «Человеколюбие», опублікованому в 1820 р. відомим російським істориком С. Глінкою в збірнику «Русские анекдоты военные, гражданские и исторические», присвяченому видатним особам імперії.
Громадську роботу В. Полетики характеризують виголошені ним у 1802 р. три доповіді, пізніше надруковані М. М. Карамзіним у журналі «Вестник Европы» (1803). Сходження на поприще служіння батьківщині В. Полетика почав 1801 р., виступаючи на губернських та повітових зібраннях. Влітку того року він виголосив програмну промову, в якій продемонстрував свій погляд на устрій краю. Промова викликала значний суспільний резонанс, що мало свої наслідки у відносинах між владою та повітовим дворянством.
За життя В. Полетики вийшли друком чотири його промови. Решта довгий час залишалася поза увагою дослідників суспільної думки, як і сам жанр «речей», який можна віднести до публіцистики того часу. Промови, виголошені В. Полетикою на початку XIX ст. можуть служать зразками українсько-російської риторики того часу. Так, російський літературний критик та видавець О. Воєйков, публікуючи у збірнику «Собрание образцовых русских сочинений и переводов» промову В. Полетики «К избранным судьям», написав в передмові, крім іншого, що книга стане у нагоді всім, хто бажає вдосконалювати мистецтво говорити на найкращих взірцях російського письменства. По смерті В. Полетики одна з промов була надрукована І. Павловським в «Трудах» Полтавської архівної комісії (1916), ще три — в «Пам'ятках суспільної думки» (1995) та в «Гуманітарному журналі» (2001).
11 жовтня 1805 р. на губернському дворянському зібранні в Полтаві В. Полетика був одностайно обраний губернським маршалом, але не затверджений генерал-губернатором. Офіційно обрання скасовувалося через те, що маєток, де жив Василь Григорович, розташовувався далеко від Полтави, майже на кордоні Полтавської губернії. Але дослідники припускають, що губернатор передбачливо усунув від влади авторитетну, освічену та гуманну людину, яка мала занадто великий валив на суспільну думку. Замість В. Полетики губернським маршалом став М. Милорадович.
Займаючись поміщицькими справами, В. Полетика приділяв особливу увагу розвиткові м. Ромна, типового українського міста початку ХІХ ст., якому він присвятив географічну економічно-статистичну працю «Опис міста Ромна і його повіту 1807–8 років». Поруч з відомостями з історії міста В. Полетика описував особливості землеробства, тваринництва, городництва, промислів, торгівлі в Роменському повіті на початку XIX ст., вмістив опис занять населення, звичаїв, характеру народу тощо. Цей твір не отримав розповсюдження. Коротке посилання на нього зустрічається лише в ґрунтовній етнографічній розвідці Ф. Ніколайчика «Ильинская ярмарка в Ромнах».
На відміну від свого батька, В. Полетика не скуповував землі. Протягом життя він придбав лише хутір Школовський в Роменському повіті з 234 десятинами землі, без селян. При цьому мав неабиякі господарські здібності. Це підтверджується і згаданою вище працею «Опис міста Ромна…» і фактом запрошення з Вільного Економічного Товариства, направленого В. Полетиці взимку 1805 р. Товариство вважало за доцільне отримувати від В. Полетики різноманітні поради щодо практики ведення сільського господарства або будівництва. Описана В. Горленком, першим біографом В. Полетики, родинна садиба в с. Коровинці це так само приклад розумного веденням господарства.
В 1785 р. Катерина II своїм указом надала тогочасній козацькій верхівці усі права російського дворянства. Але довести свою причетність до привілейованого стану було не просто. Побоюючись втратити дворянство, а з ним й маєтки, титуловані полтавчани звернулися до В. Полетики з проханням скласти записку на ім'я імператора і навести в ній всі відомості на їхню користь. Він скомпонував «Записку о начале, происхождении и достоинстве малороссийского дворянства, писанную маршалом Роменского повета Василием Полетикою» (1809), яка була надрукована в 1893 р. на сторінках «Киевской старины». Саме цей твір став найвідомішим у науковій спадщині В. Полетики. Надаючи цілу низку незаперечних доказів, історичних джерел та фактів, щоб довести право українських родів шляхетного походження на дворянство, автор стисло, за його власним виразом «злегка доторкнувшись», виклав цілу епоху української історії.
Свідоцтвом соціальної активності В. Полетики служать також листи ділового характеру, написані в різні часи до малоросійських державних та громадських діячів. У 1811 р. В. Полетика за бажанням, висловленим в листі до директора Роменського повітового училища, став почесним наглядачем цього навчального закладу. Справою облаштування шкіл В. Полетика почав займатися значно раніше, про що свідчить його листування з генерал-губернатором О. Куракіним, який турбувався про «насаждение» шкіл в краї. Опіка В. Полетикою навчальних закладів прослідковуються в листуванні з губернським маршалом В. Чарнишем з приводу відкриття повітового училища в м. Ромни та училищ для дворян в Полтаві. В листах до В. Рєпніної обговорювалося питання заснування Інституту для шляхетних дівчат в губернському центрі, а з І. Халанським — проект університету в Новгород-Сіверському. Устрій початкових шкіл в селах Коровинці та Школовиці — це повністю заслуга В. Полетики, про що свідчить листування з В. Золотницьким, українським письменником та філософом.
Громадська робота В. Полетики не залишилася непоміченою. 26 листопада 1811 р. його нагороджено орденом Святого Рівноапостольного князя Володимира  4-го ступеню, що видавався за військові відзнаки та цивільні заслуги. 24 січня 1811 р. він отримав від міністра поліції діамантову каблучку як подарунок за відмінну службу та старання для загальної користі. 16 квітня 1828 р. В. Полетику нагороджено ще одним орденом — св. Анни 2-го ступеню. У 1832 р. в нагороду за двадцятип'ятирічну бездоганну службу він отримав відзнаку «на Владимирской ленте».
Водночас В. Полетика нагороджувався чинами: 24 травня 1808 р. став надвірним радником, 28 липня 1816 р. — колезьким радником, 30 вересня 1825 р. — статським радником.
У 1830 р. звільнився зі служби. Зайнявся сільським господарством, опікувався життям своїх селян.
Останнім з проявів громадської активності В. Полетики можна вважати його звернення до дворянських зібрань Полтавської та Чернігівської губернії 8 вересня 1835 р. Обтяжений хворобами та віком, він не мав можливості відвідати зібрання, але вважав за необхідне взяти участь у громадській справі і бути корисним хоч би настановами. Б. Грінченко, який займався упорядкуванням фамільних паперів Полетик, вмістив написані для дворянських зібрань публічні листи в розділ «Бумаги о службе Василия Григорьевича Полетики».
Деякі дослідники історіографії України припускають, що В. Полетика причетний до написання «Історії Русів» — українського історико-політичного дослідження початку ХІХ ст. Про це пише також нащадок роду Полетиків, радянський історик та журналіст М. Полетика. За іншими дослідженнями, порівняння стилю промов, записок, листів В. Полетики зі стилем написання «Історії Русів» не потверджує авторства.
Перебуваючи у відставці, В. Полетика все ж змушений був повертатися до своїх колишніх обов'язків. Через звинувачення у недостачі матеріалів та розтраті коштів під час будівництва Роменських богоугодних закладів, яким він керував ще у 1807—1826 рр., восени 1839 р. він написав розлоге «Объяснение» для комісії, створеної щоб перевірити рахунки Полтавського приказу громадської опіки. В. Полетика детально описав весь хід будівельних робіт, вдаючись у подробиці. Це показало грандіозність задуму та складність справи, що стала можливою лише за умови найвідповідальнішого ставлення до неї самого Полетики.
Однією з найважливіших турбот В. Полетики були виховання та освіта дітей. Сини Григорій та Василь закінчили Московський університет, зробили дипломатичну кар'єру.

## Смерть
В. Полетика помер влітку 1845 р. і похований біля церкви святителя Миколая, побудованої ще його дідом.